# قناة غلوبو

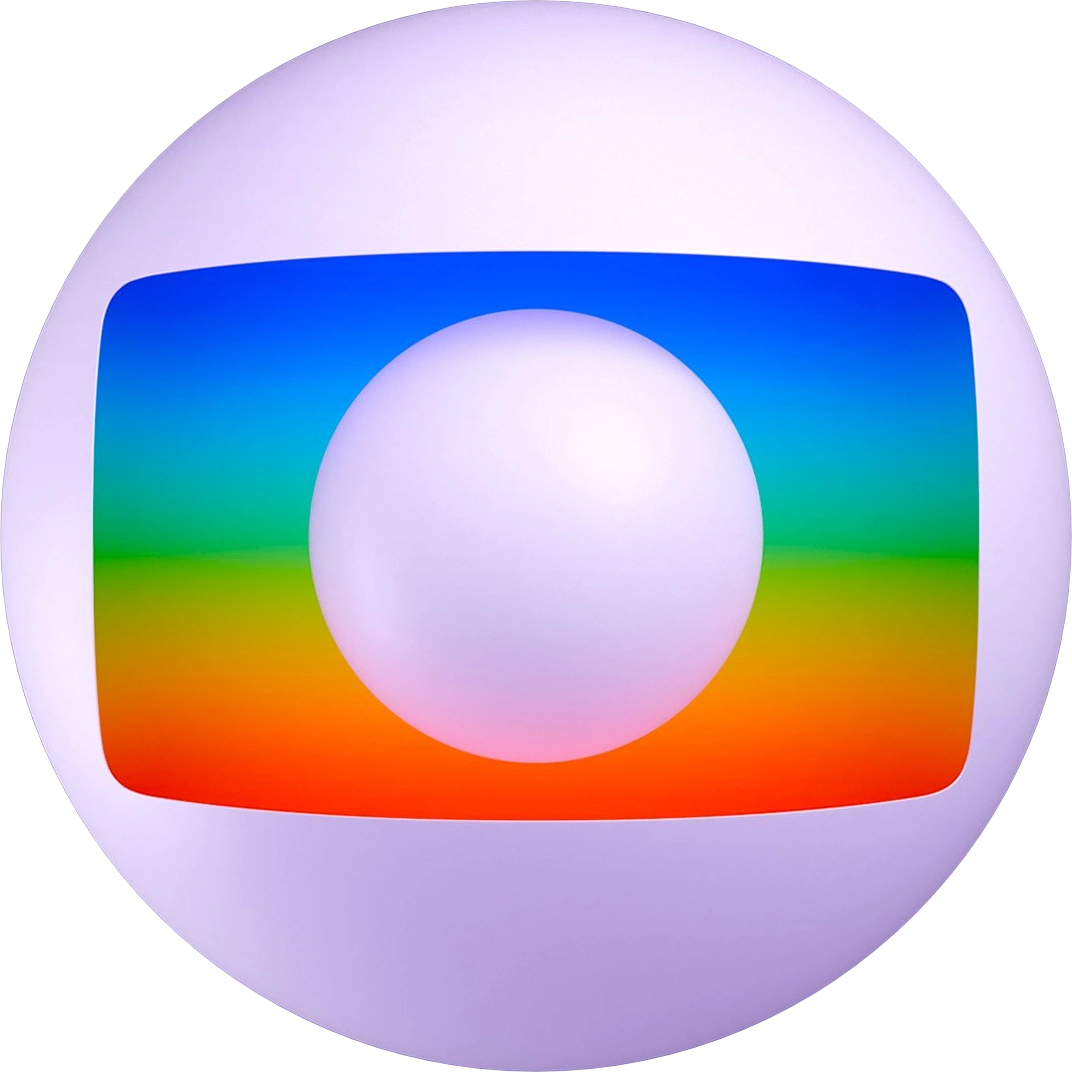

قناة غلوبو شبكة تلفاز برازيلية بدأت في أبريل 1965 في مدينة ريو دي جانيرو أنشأت على يدي رجل الأعمال روبيرتو مارينهو وتوفى في 2003 وتعتبر ثاني أكبر شبكة تلفزيونية في العالم وأكبر شبكة في البرازيل حيث تنتج حوالي 2400 ساعة من الترفيه و 3000 من الصحافة في العام بالإضافة إلى أوبرا الصابون.

## الوصلات الخارجية
- الصفحة الرئيسية
- (بالإنجليزية)
- الشبكة العالمية